# پلک

پلک زدن

پلک یک چین پوستی نازک برای محافظت از چشم است. پلک نازک‌ترین پوست بدن است.

بدن با پلک زدن چشم را مرطوب نگه می‌دارد و از خشک شدن چشم جلوگیری می‌کند. یک پلک در بالا و یک پلک در پایین چشم قرار دارند. مژه‌ها در لبه پلکها قرار دارند. ماهیچه بالابرنده پلک بالا موجب بالارفتن پلک و بازشدن چشم می‌شود.
بازماندن پلک‌ها در طولانی مدت (مثلاً به دلیل کما) موجب خشکی قرنیه و آسیب چشم می‌شود. غدد لبه پلک مانند غدد Zeis موادی (چربی و پروتئینی) را به اشک می‌افزایند. برخی بیماری‌های پلک عبارتند از شالازیون، بلفاریت، اکتروپیون، انتروپیون، پتوز، درماتیت پلک، بلفارواسپاسم، بلفاروشالازیس و تومورهای پلک.

## عضلات
مهمترین و اصلی‌ترین ماهیچه‌ها که در پلک بالایی کنترل باز و بسته شدن چشم را به عهده دارند عضله اوربیکولاریس اکولی (orbicularis oculi) و عضله بالا برنده پلک فوقانی (levator palpebrae superioris muscle) نامیده می‌شوند. ماهیچه اوربیکولاریس اکولی چشم را می‌بندد و برای بازشدن پلک، ماهیچه levator palpebrae و ماهیچه مولر منقیض می‌شوند. ماهیچه مولر Müller (یا superior palpebral) در پلک بالایی و ماهیچه inferior palpebral در پلک پایینی مسئولیت بزرگ کردن چشم را به عهده دارند. این ماهیچه‌ها نه تنها نقشی حیاتی در پلک زدن چشم دارند بلکه در عواملی مثل چشمک زدن یا با چشم نیمه بازبودن یا چپ کردن چشم دخیل هستند.

## نگارخانه

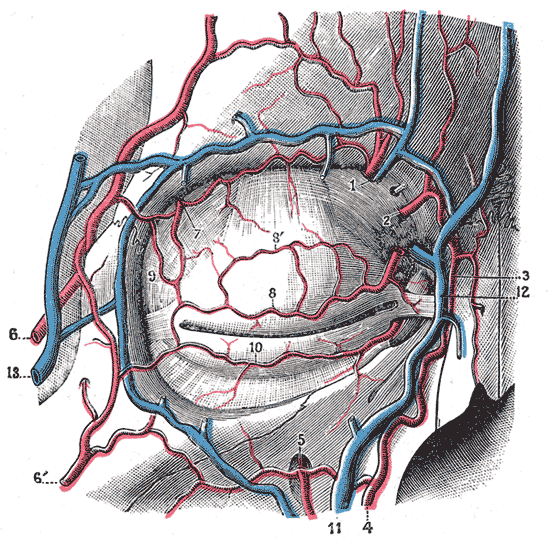
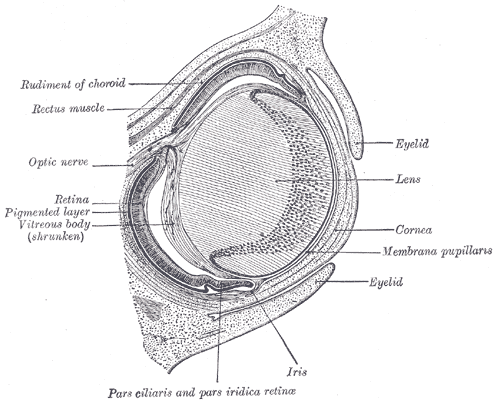
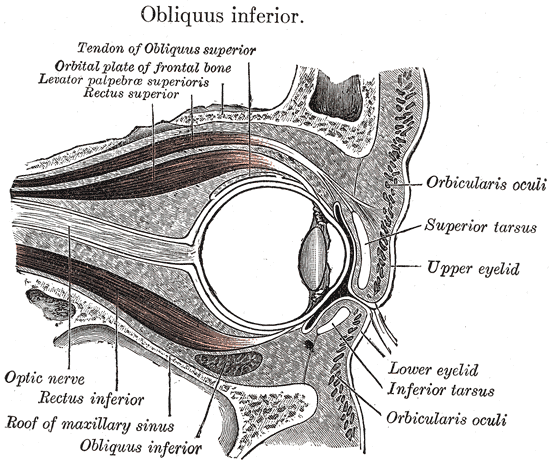
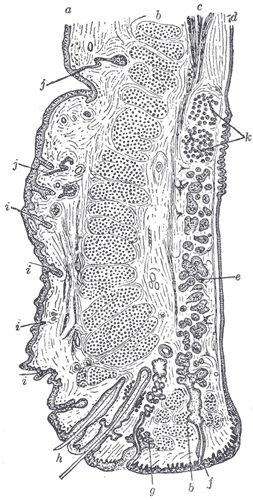
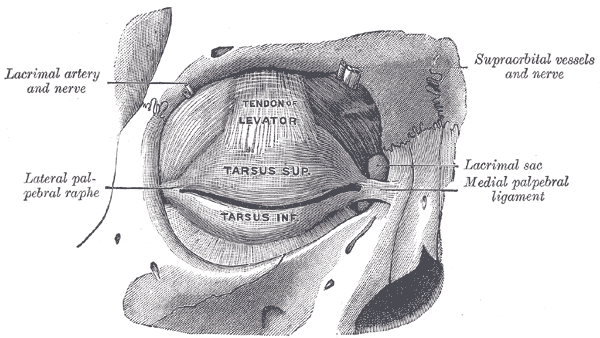
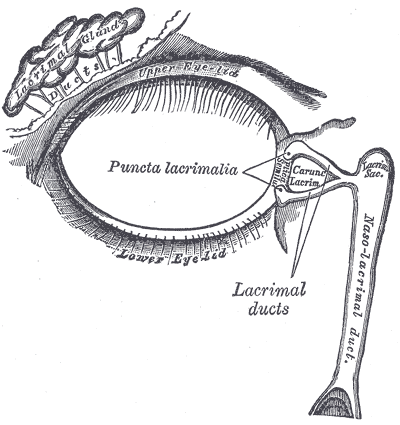